# Platystoma seminationis
Platystoma seminationis är en tvåvingeart som först beskrevs av Fabricius 1775.  Platystoma seminationis ingår i släktet Platystoma och familjen bredmunsflugor. Inga underarter finns listade i Catalogue of Life.